# Byrrhinus gracilicornis
Byrrhinus gracilicornis är en skalbaggsart som beskrevs av Maurice Pic 1922. Byrrhinus gracilicornis ingår i släktet Byrrhinus och familjen lerstrandbaggar. Inga underarter finns listade i Catalogue of Life.